# Obersinn
Obersinn ist ein Markt im unterfränkischen Landkreis Main-Spessart.

## Geografie

### Geografische Lage
Obersinn liegt in der Region Würzburg und wird durch den namensgebenden Fluss Sinn in eine Spessart- und in eine Rhönseite geteilt. Die Nachbarorte heißen: Mittelsinn und Jossa, sowie Zeitlofs-Roßbach und Aura im Sinngrund. Außerdem gibt es den Gemeindeteil Emmerichsthal. In der Nähe des Ortes liegt die Dittenbrunner Höhe, benannt nach dem Ort Dittenbrunn, der zu Altengronau gehört. Der topographisch höchste Punkt der Gemeinde befindet sich mit 472 m ü. NHN (Lage) am Berg Gäulsküppel, der niedrigste liegt an der Sinn auf 196 m ü. NHN (Lage). Die Talbrücke Obersinn der Schnellfahrstrecke Hannover–Würzburg trägt den Namen des Marktes. Obersinn besitzt einen Bahnhof an der Bahnstrecke Flieden–Gemünden.

### Gemeindegliederung
Obersinn besteht aus zwei Gemeindeteilen (in Klammern ist der Siedlungstyp angegeben):
- Emmerichsthal (Weiler)
- Obersinn (Hauptort)

Es gibt die Gemarkungen Burgjoß, Forst Aura und Obersinn.

### Nachbargemeinden
| Gutsbezirk Spessart (gemeindefreies Gebiet)                    | Gemeinde Sinntal                            | Markt Zeitlofs und Roßbacher Forst (gemeindefreies Gebiet) |
| Stadt Bad Soden-Salmünster und Burgjoß (gemeindefreies Gebiet) | Kompassrose, die auf Nachbargemeinden zeigt | Forst Aura (gemeindefreies Gebiet)                         |
| Forst Aura (gemeindefreies Gebiet)                             | Gemeinde Mittelsinn                         |                                                            |

## Name

### Etymologie
Das Grundwort im Namen geht auf den den Ort durchfließenden Fluss Sinn zurück. Der Zusatz Ober wurde verwendet, um Obersinn von den nahegelegenen Dörfern Mittelsinn und Niedersinn (heute Burgsinn) zu unterscheiden und weist auf die Lage im Tal hin.

### Frühere Schreibweisen
Frühere Schreibweisen des Ortes aus diversen historischen Karten und Urkunden:
- 1309 Sinne
- 1319 Obernsinne
- 1364 Obern Synne
- 1542 Obersynn
- 1695 Obersinn

## Geschichte

### Bis zur Gemeindegründung
Der größte Teil der hiesigen Rechte des Hochstiftes Würzburg, das zum Fränkischen Reichskreis gehörte, war 1808 an das Fürstentum Aschaffenburg gefallen (1803 erst an Bayern, 1805 an das Großherzogtum Würzburg), mit welchem sie 1814 wieder zu Bayern kamen. Hiesige Rechte von Hessen-Kassel fielen erst 1860 an Bayern. Im Zuge der Verwaltungsreformen in Bayern entstand mit dem Gemeindeedikt von 1818 die heutige Gemeinde.

### Verwaltungsgeschichte
Im Jahre 1862 wurde das Bezirksamt Gemünden am Main gebildet, auf dessen Verwaltungsgebiet Obersinn lag. 1872 wurde das Bezirksamt Gemünden ins Bezirksamt Lohr am Main eingegliedert. Erst 1902 wurde das Bezirksamt Gemünden wieder neu gebildet. 1939 wurde wie überall im Deutschen Reich die Bezeichnung Landkreis eingeführt. Obersinn war nun eine der 27 Gemeinden im Landkreis Gemünden am Main. Mit der Auflösung des Landkreises Gemünden am Main kam Obersinn am 1. Juli 1972 in den neu gebildeten Landkreis Mittelmain, der zehn Monate später seinen endgültigen Namen Landkreis Main-Spessart erhielt.

### Einwohnerentwicklung
Im Zeitraum 1988 bis 2018 sank die Einwohnerzahl von 1209 auf 944 um 265 Einwohner bzw. um 21,9 % – der stärkste prozentuale Rückgang im Landkreis Main-Spessart im genannten Zeitraum.

## Politik

### Gemeinderat
Die Gemeinderatswahlen seit 2014 ergaben folgende Sitzverteilungen:
| Partei/Liste                      | 2020    | 2014  |
| Partei/Liste                      | Sitze   | Sitze |
| --------------------------------- | ------- | ----- |
| Freie Wählergemeinschaft Obersinn | 12      | 8     |
| CSU                               | –       | 4     |
| Wahlbeteiligung                   | 62,45 % |       |

### Bürgermeisterin
Seit 1. Mai 2008 leitet mit Lioba Zieres (Freie Wählergemeinschaft) die erste Frau die Geschicke einer Gemeinde im ehemaligen Altlandkreis Gemünden. Diese wurde am 15. März 2020 mit 91,6 % der Stimmen für weitere sechs Jahre gewählt. Ihr Vorgänger war Richard Stenglein (CSU). Zweiter Bürgermeister ist Rudolf Dill (Freie Wählergemeinschaft Obersinn).

### Verwaltung
Die Gemeinde ist Mitglied der Verwaltungsgemeinschaft Burgsinn.

### Wappen und Fahne
| Wappen von Obersinn | Blasonierung: „Durch einen silbernen Wellenpfahl gespalten von Rot und Grün, vorne über drei silbernen Spitzen eine silberne Muschel, hinten über einem silbernen Buchenblatt ein silbernes Markungszeichen, das aus dem Großbuchstaben H und der Zahl 4 zusammen gesetzt ist.“ |
| Wappen von Obersinn | Wappenbegründung: Der silberne Wellenpfahl symbolisiert das Sinntal und die Sinn, die die Grenze zwischen Rhön und Spessart bildet. Obersinn liegt auch an der Grenze zwischen Hessen und Bayern. Der Rechen steht für die historische Beziehung zum Hochstift Würzburg. Ca. 1400 wurde Obersinn vom Hochstift zur Pfarrei erhoben. Die Muschel steht für den Kirchenpatron St. Jakobus. Die grüne Tingierung sowie das Buchenblatt verweisen auf die landschaftlichen Gegebenheiten des Marktes, die durch die Landwirtschaft, Wiesen und Wälder (vor allem Buchenwälder) geprägt sind. Die Markungszeichnung (an den Grenzsteinen sichtbar) stellt das Herrschaftszeichen des im Jahre 1447 entstandenen Kondominats dar, an dem vier Herren beteiligt waren (die Vierherrschaft) und das ca. 350 Jahre lang die Geschichte des Marktgebietes bestimmte. Genehmigung des Wappens: 27. Juni 1984 Wappen-Entwurfsfertiger: L. Breitenbach/G. Weismantel, Obersinn |

Die Gemeindeflagge ist Rot-Weiß-Grün.

## Wirtschaft und Infrastruktur

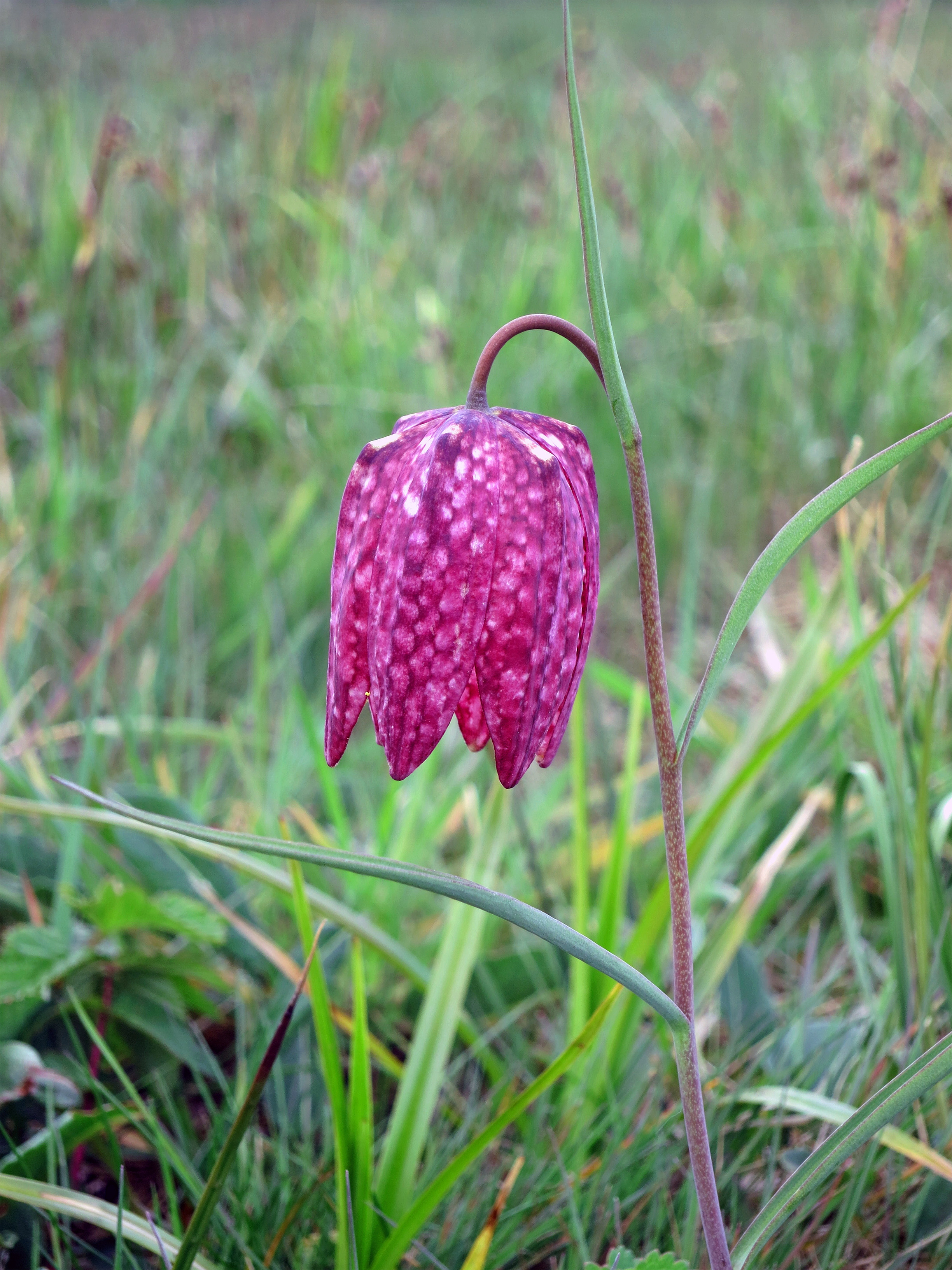
Schachblume im Naturschutzgebiet Sinngrund

### Wirtschaft einschließlich Land- und Forstwirtschaft
Es gab 1998 nach der amtlichen Statistik im produzierenden Gewerbe 64 und im Bereich Handel und Verkehr keine sozialversicherungspflichtig Beschäftigte am Arbeitsort. In sonstigen Wirtschaftsbereichen waren am Arbeitsort  17 Personen sozialversicherungspflichtig beschäftigt. Sozialversicherungspflichtig Beschäftigte am Wohnort gab es insgesamt 391. Im verarbeitenden Gewerbe gab es einen Betrieb, im Bauhauptgewerbe zwei Betriebe. Zudem bestanden im Jahr 1999 22 landwirtschaftliche Betriebe mit einer landwirtschaftlich genutzten Fläche von 296 ha, davon waren 94 ha Ackerfläche und 198 ha Dauergrünfläche.

### Bildung
Seit Juli 2019 existiert im neugestalteten Ortskern ein Museum über Leben und Werk des in Obersinn geborenen Schriftstellers und Pädagogen Leo Weismantel. Die Ausstellungsräume befinden sich im ehemaligen Wischert-Haus, einem an Weismantels Geburtshaus angrenzenden Fachwerkhaus.
Außerdem gibt es folgende Einrichtungen (Stand: 2011):
- Kindergarten: 25 Kindergartenplätze mit 28 Kindern
- Schule Obersinn (bis Schuljahr 2005/2006)

### Veranstaltungen
- „Feuerrädchen“   Jedes Jahr an Rosenmontag wird am Brunnberg in Obersinn ein uraltes Ritual vollzogen: Das „Feuerrädchen“ wir von unverheirateten Burschen den steilen Berg hinab getragen. Jedes Jahr lockt das Spektakel hunderte Besucher an.

- Schachblumenfest

Jedes Jahr gibt es im April/Mai in Obersinn das Schachblumenfest.  Die Schachblume kommt hauptsächlich auf den Wiesen in der Nähe der Reithbrücke in Obersinn vor.
- Eisenwahn-Festival (2004–2013)

Von 2004 bis 2013 fand jährlich das Eisenwahn Festival am Ludwig-Zeller-Ring in Obersinn statt.

## Söhne und Töchter des Marktes
- Leo Weismantel (1888–1964), Schriftsteller
- Helmut Preisendörfer (1927–1984), Fußballspieler